# Parsonsburg
Parsonsburg es un lugar designado por el censo ubicado en el condado de Wicomico en el estado estadounidense de Maryland. En el Censo de 2010 tenía una población de 339 habitantes y una densidad poblacional de 100,07 personas por km².

## Geografía
Parsonsburg se encuentra ubicado en las coordenadas 38°23′34″N 75°28′31″O / 38.39278, -75.47528. Según la Oficina del Censo de los Estados Unidos, Parsonsburg tiene una superficie total de 3.39 km², de la cual 3.38 km² corresponden a tierra firme y (0.23%) 0.01 km² es agua.

## Demografía
Según el censo de 2010, había 339 personas residiendo en Parsonsburg. La densidad de población era de 100,07 hab./km². De los 339 habitantes, Parsonsburg estaba compuesto por el 84.96% blancos, el 10.03% eran afroamericanos, el 0.88% eran amerindios, el 0.29% eran asiáticos, el 0% eran isleños del Pacífico, el 2.06% eran de otras razas y el 1.77% pertenecían a dos o más razas. Del total de la población el 2.36% eran hispanos o latinos de cualquier raza.